# حركة الإنجليزية فقط
حركة الإنجليزية فقط تعرف أيضا باسم الحركة الإنجليزية الرسمية وهي حركة سياسية تَعنى باستخدام اللغة الإنجليزية، في العمليات الحكومية الولايات المتحدة الرسمية عن طريق فرض الإنجليزية لغة رسمية وحيدة في الولايات المتحدة. ولم يكن لدى الولايات المتحدة الأمريكية سياسة قانونية لإعلان لغة رسمية للدولة، لكن في بعض الأوقات والأماكن كانت هناك حركات مختلفة لترويج، أو طلب استخدام الإنجليزية كما في المدارس الأمريكية الهندية الداخلية، نفذت بعض سياسات اختيار اللغة الإنجليزية في مستوى الولاية.

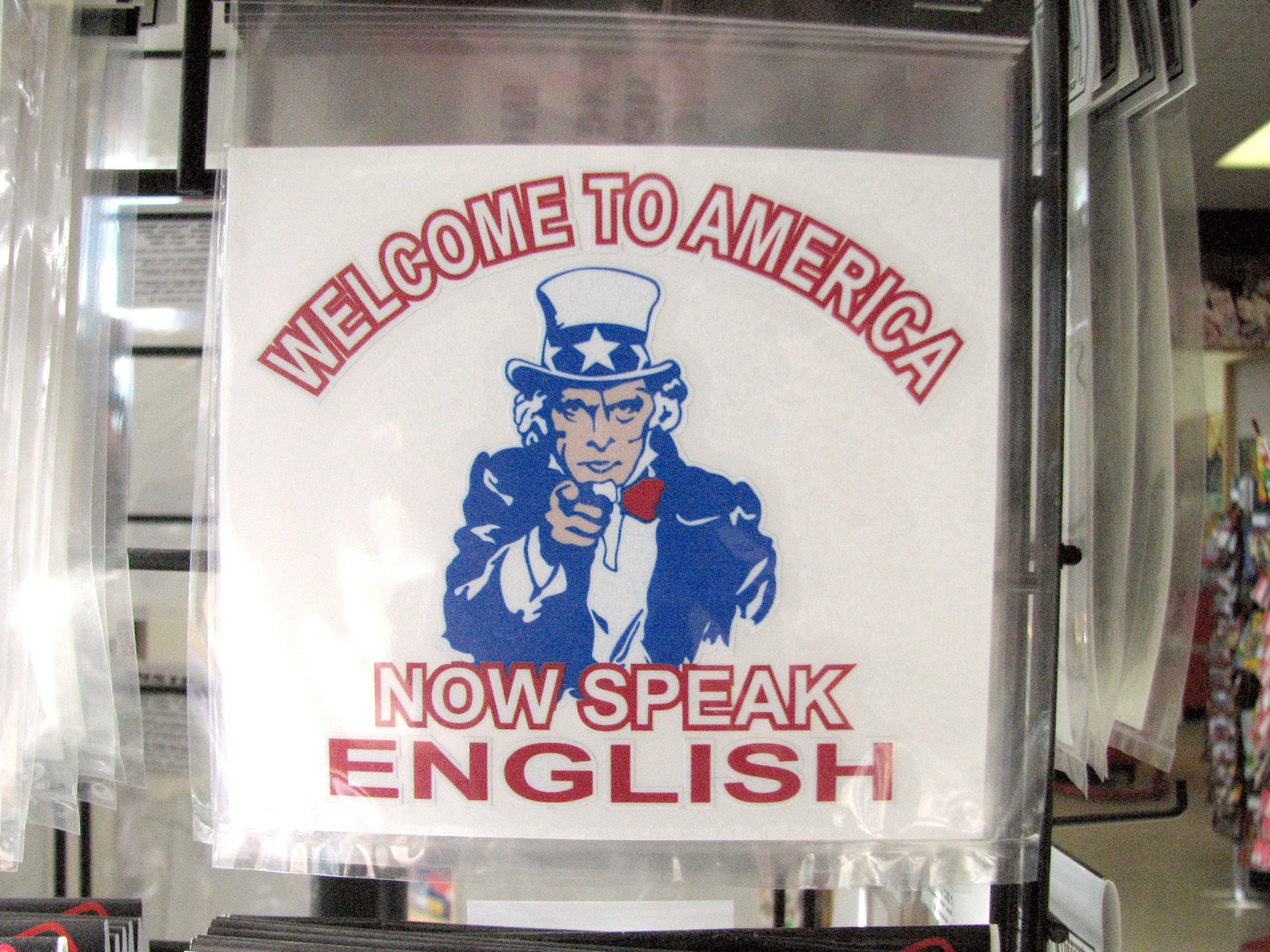
ملصق في ولاية كولورادو يطالب المهاجرين بالتحدث بالإنجليزية.

## الجهود المبكرة
بدأت الخلافات والنزاعات بين المواطنين والمهاجرين حول الإنجليزية منذ عام 1750، وذلك عندما تغيرت لافتات الشوارع في ولاية بنسلفانيا لتضم كلاً من اللغة الإنجليزية واللغة الألمانية، لاستضافة العديد من المهاجرين الألمان. استمرت المناظرة الإنجليزية الألمانية حتى الحرب العالمية عندما تسبب العدوان الدولي في رفض كل ما يتعلق بالألمان، بما في ذلك منع اللغة الألمانية وأدوات اللغة الألمانية خصوصاً الكتب وذلك حسب ما ذكره «رتش وفانس» في عام 1803م، حظيت الولايات المتحدة بسكان يتحدثون اللغة الفرنسية في لويزيانا، وتعد نتيجة لما يعرف بـنفوذ لويزيانا. شمل دستور لويزيانا بند يقتضي نشر جميع الوثائق الرسمية باللغة المستخدمة في الدستور الأمريكي وذلك يعد شرطاً للقبول في الاتحاد، لكن اليوم لايوجد في لويزيانا قانوناً ينص على أن الإنجليزية هي اللغة الرسمية للولاية.
بعد الحرب المكسيكية الامريكية(1846م-1848م)، اكتسبت الولايات المتحدة حوالي 75000 متحدثاً للغة الأسبانية بالإضافة إلى العديد من السكان متحدثي اللغة الأصلية.
سمح القانون في عام 1847 بتعليمات الفرنسية الأنجولي المدارس الحكومية في لويزيانا. وفي عام 1849م اعترف دستور كاليفورنيا بحقوق اللغة الأسبانية، اما حقوق اللغة الفرنسية فكانت ملغاة بعد الحرب الأهلية الأمريكية. شجعت لجنة السلام الهندية في عام 1868م حركة الإنجليزية فقط للتعليم للهنود الحمر. أما في عام 1878م-1879م اُعيد كتابة دستور كاليفورنيا لينص على أن«جميع قوانين ولاية كاليفورنيا، وجميع الكتابات الرسمية، والإجراءات التنفيذية والتشريعية والقضائية سوف يتم تصحيحها وحفظها ومن ثم نشرها بالإنجليزية فقط».
في أواخر عام 1880 تجاوزت ويسكونسن وإيلينويز تعليمات قانون حركة الإنجليزية فقط لكلٍ من المدارس الحكومية والباروكية.
في عام 1896م أصبحت الإنجليزية الوسط الأساسي للتعليم الحكومي لأطفال هاواي وذلك ضمن قانون حكومة جمهورية هاواي. بعد الحرب الأسبانية الأمريكية صُرح بأن الإنجليزية هي «اللغة الرسمية للصف الدراسي» في بورتوريكو. وبنفس الطريقة صُرح أيضا أن الإنجليزية هي اللغة الرسمية في الفلبين بعد الحرب الفلبينية الأمريكية.
خلال الحرب العالمية كان هناك انتشار واسع لحملات ضد استخدام اللغة الألمانية في الولايات المتحدة، وشمل ذلك إزالة الكتب المكتوبة بالألمانية من المكتبات.(حدثًا مشابه قد حصل في جنوب أستراليا كما في قانون التسمية في عام 1917م. قام ذلك التشريع بإعادة تسمية 69 مدينة وضواحي ومناطق لها أسماء ألمانية).
في عام 1923م تمت صياغة قانون من قبل عضو الكونجرس واشنطن جيه مكورميك ليصبح أول تشريع مقترح يخص لغة الولايات المتحدة المحلية والذي يجعلها (الأمريكية) اللغة الوطنية للتفريق بين لغة الولايات المتحدة وتلك المستخدمة في إنجلترا. لم ينجح ذلك القانون في الكونجرس بالرغم من الدعم الكافي خاصةً من قبل المهاجرين الإيرلنديين المستائين من النفوذ البريطاني.

## بعض الحجج حول حركة الإنجليزية فقط
في عام 1907م كتب الرئيس الأمريكي ذيودر روزفلت «لدينا غرفة لغة واحدة في هذه البلاد وهي اللغة الإنجليزية ولذلك نحن نطمح لنرى البوتقة تطرد شعبنا للخارج بما فيهم الامريكان حاملي الجنسية الأمريكية وليسوا سكان البيوت ذات الطوابق لمتعددة».
لخصت منظمة برو انقلش (مناصري اللغة الإنجليزية) يقينهم على ان«شعبا متعدد الأطراف كشعبنا يجب ان تكون وظيفة الدولة فيه هي احتضان ودعم التشابهات التي توحدنا بدلا من تثبيت الاختلافات التي تفرقنا». ولذلك فإن منظمة مناصري اللغة الإنجليزية تعمل عن طريق المحاكم وفي محاكم الرأي العام للدفاع عن الدور التاريخي للغة الإنجليزية كدولة أمريكية مشتركة ولتوحيد اللغة ولإقناع مشرعي القانون ان يعتمدوا الإنجليزية كلغة رسمية في جميع مستويات الحكومة.
مجموعة أخرى مناصرة للغة الإنجليزية أيضا تدعى (يو اس انقلش)والتي تعني إنجليزية الولايات المتحدة، عبروا عن رأيهم بقولهم«اعتماد اللغة الإنجليزية كلغة رسمية سيساعد في زيادة الفرص للمهاجرين لتعلم الإنجليزية وتحدثها والتي تعد الأداة التمكينية الوحيدة والأكبر التي يجب ان يحظى بها المهاجرون للنجاح».

## الحركة في الوقت المعاصر
في عام 1980م، وافق منتخبين من ولايتي ديد وفلوريدا على "مرسوم ضد ثنائي اللغة"، ولكن نقضت لجنة الدولة ذلك المرسوم في عام 1993م بعد تقسيم أصحاب التوجه العنصري" والذي أدى بشأنه إلى تغير في الحكومة.
في عام 1981م اُعلن عن اعتماد اللغة الإنجليزية كلغة رسمية في شعب فرجينيا.
في عام 1983م أسس مجلس الشيوخ الأمريكي وهايكوا جون تانتون منظمة الضغط السياسي وإنجليزية الولايات المتحدة. (كان تانتون الرئيس السابق للجنة سكان نادي سييرا والنمو الصفري للسكان والمؤسس لإتحاد إصلاحات الهجرة الأمريكية (مجموعة الحد من الهجرة).
في عام 1986م كتب تانتون مذكرات تحوي تصريحات حول الأسبانيون بناءً على طلب بعض النقاد ليتم نقدها والتي ظهرت في جريدة أخبار جمهورية اريزونا مما أدى إلى استقالة عضو إدارة مجلس الولايات المتحدة والتر كرونكيت والمدير التنفيذي ليندا شافيز وتانتون أيضا كان سيقطع علاقاته مع المنظمة. وفي نفس العام أسس ليري برات منظمة الإنجليزية أولاً بينما أسس المهندس لوزسكي من بريان، ولاية تكساس التحالف العرقي الأمريكي.
في عام 1985م كان كيتي باترك الداعم الوحيد لمحاولته الفاشلة لاعتماد الإنجليزية لغة رسمية لولاية تكساس. انتهى بيت القرار المتزامن رقم 13 في لجنة شؤون الدولة. قال باتريك إن قراره كان أكثر أهمية من ايجاد «طيور الدولة».
وفي دورات لاحقة للمجلس التشريعي اكتسبت حركة الإنجليزية فقط داعمين من ضمنهم تالمدج هفلين من هيوستن ولكن لم يكن هناك أعضاء كافين للموافقة على سن القوانين.
في عام 1994م ربط جون تانتون وبعض الأعضاء السابقين لمنظمة إنجليزية الولايات المتحدة منظمة مناصري اللغة الإنجليزية خصيصاً للدفاع عن قانون الإنجليزية فقط لولاية أريزونا. رفضت منظمة مناصري اللغة الإنجليزية مصطلح «حركة الإنجليزية فقط» وطلبت من داعميها ان يشيروا إلى الحركة بمسمى «الإنجليزية الرسمية».
صوت مجلس الشيوخ الأمريكي لتعديلين مختلفين يمسان قانون الهجرة في مايو 2006. عَرف القانون المعدل الإنجليزية على انها«لغة شائعة موحدة» وأعطى تعليمات تناقض وكالات الحكومة تخص الزاماتهم للمنشورات غير الإنجليزية.
وفي ما أعيد أساسا إلى إجراءات عام 2006 في 6 يونيو2007 ، صوت مجلس الشيوخ الأمريكي مجدداً لتعديلين يخصان قانون إصلاحات الهجرة اللاحقة واللذين يشابها بشكل كبير تعديلات قانون الشيوخ 2006. وفي النهاية لا قانون إصلاحات الهجرة 2006 ولا 2007 أصبح قانوناً رسمياً.
في 22 يناير 2009 رفض المصوتون في ناشفيل تنسي مقترح تحت الانتخابات لجعل«ناشفيل المدينة الأكبر في الولايات المتحدة لمنع الحكومة من استخدام أي لغة غير الإنجليزية باستثناء السماح لمسائل الصحة والأمان». ولكن فشلت المبادرة وكانت النتيجة 57% مقابل 43% من الأصوات.
في مارس 2012 انتقد بعض المندوبون الجمهوريون من بيرتو ريكو المرشح والرئيس الجمهوري ريك سانتروم وذلك عندما أخذ علانيةً موقع بيرتو ريكو، المقاطعة التي تتحدث الأسبانية ورغب في جعل الإنجليزية لغتها الأساسية كشرطٍ للإستقلال.

## النقد
قد واجهت حركة الإنجليزية فقط الحديثة الرفض من مجتمع أمريكا اللغوي، والتي مرت بقرار في عام 1986-87م ضد «إن إجراءات حركة الإنجليزية فقط قائمة على اساس مفاهيم خاطئة حول دور اللغة الشائعة في تأسيس الاتحاد السياسي، وأنها أيضا تتعارض مع الأعراف الأساسية الأمريكية للتسامح اللغوي».
أشار اللغوي جفري بولوم في مقال بقوله: «هنا يأتي تنظيم فاشست اللغوي» مهاجمًا منظمة الإنجليزية أولاً بقوله «الريبة والشك للأغراب والمهاجرين» وشدد على ان الإنجليزية بعيده عن التهديد في الولايات المتحدة، قائلاً«جعل الإنجليزية اللغة الرسمية للولايات المتحدة بمثابة النداء العاجل لجعل النقانق الاطعام الرئيسي عند لعب البيسبول». اللغوي راشيل لوتون قد أعد تحليل خطاب نقدي ليظهر أن بلاغة تلك الحركة ما هي إلا «محفز حقيقي للتمييز والحرمان».

خريطة توضح وضع اللغة الرسمية في الولايات المتحدة من قبل الدولة:الأزرق: أعلنت اللغة الإنجليزية اللغة الرسمية؛ الضوء الأزرق: لغتين رسميتين، بما في ذلك اللغة الإنجليزية. رمادي: لم يتم تحديد لغة رسمية.

قد صرح الاتحاد الأمريكي للحريات المدنية أن قوانين حركة الإنجليزية فقط تناقض كلاً من حق التعديل الأول للاتصال معه أو عريضة الحكومة وكذلك حرية التعبير وحق المساواة؛ وذلك لأنهم منعوا موظفي الحكومة من توفير مساعدات وخدمات للغات غير الإنجليزية. في11 أغسطس 2000 وقع الرئيس بيل كلينتون الأمر التنفيذي رقم 13166، «تحسين امكانية الوصول إلى الخدمات للأشخاص محدودي إجادة اللغة الإنجليزية». طلب الأمر التنفيذي من الوكالات الفدرالية اختبار الخدمات الموفرة، وتحديد أي احتياج للخدمات لأولئك محدودي اللغة الإنجليزية، وتطوير التنفيذ وهو نظام توفير تلك الخدمات ليتمكن محدودي اللغة من التوصل اليهم.
عندما لاحظ نظام القضاء ان سن قوانين حركة الإنجليزية فقط رمزية وغير باهضة، حيث يفسرها المشرفين والإداريين أحيانا ان الإنجليزية هي اللغة اليومية الإلزامية. فمثلا منع سائق باص مدرسة متوسطة الطلاب من تحدث الأسبانية حينما كانوا في طريقهم إلى المدرسة وذلك بعدما تجاوزت كولورادو تشريعها. في عام 2004 في سكوت سديل طالبت معلمة بفرض سياسات غمر الإنجليزية عندما صفعت بقوة الطلاب لتحدثهم الأسبانية في الصف. في عام2005 م، في مدينة كنساس علق طالب في ممرات المدرسة لأنه تحدث الأسبانية. وصفت إحالة الانضباط المكتوبة قرار تعليق الطالب ليوم ونصف قائلةً:«ليست المرة الأولى التي نطلب من زاك وطلاب اخرين الا يتحدثوا الاسبانية في المدرسة».
وجدت أحد الدراسات لحالات حركة الإنجليزية فقط خلال فترة محاولة هيمنة أمريكا (1910-1930) أن السياسات ارتفعت باعتدال معدل محو الامية للأطفال المولودين في الخارج ولكن لم يكن لها تأثير على نتائج سوق العمل النهائية للمهاجرين أو إجراءات الاندماج الاجتماعي.
لم تحدد الحكومة الفدرالية للولايات المتحدة لغة رسمية ولكن جميع الوثائق الرسمية في الولايات المتحدة مكتوبة بالإنجليزية بالرغم من ان بعضا منها قد نُشر بلغات أخرى.